# Tipula (Pterelachisus) garuda
Tipula (Pterelachisus) garuda is een tweevleugelige uit de familie langpootmuggen (Tipulidae). De soort komt voor in het Oriëntaals gebied.